# Song Zuying

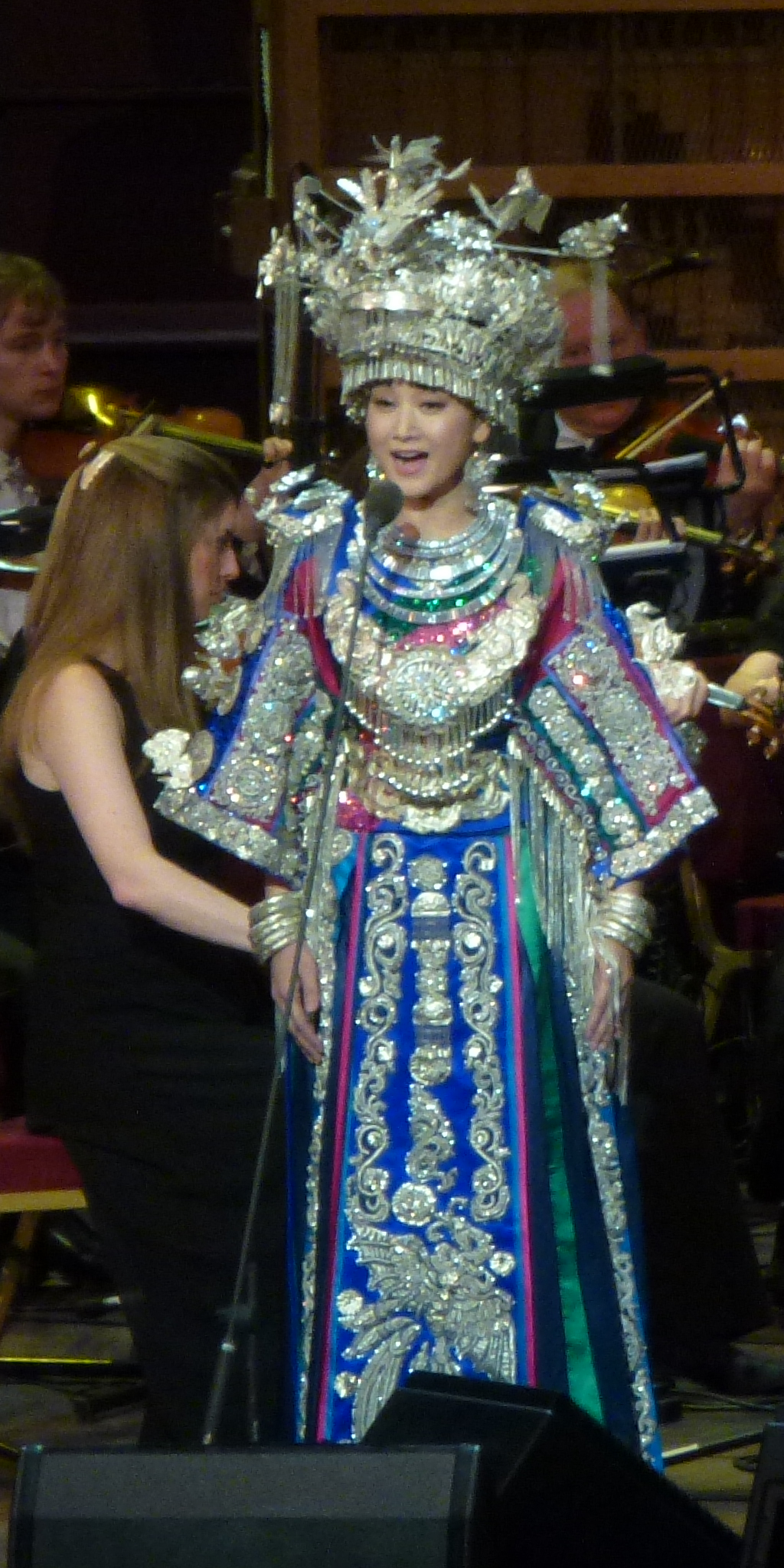
Song Zuying i traditionell Miao-kostym sjunger på East Meets West-konserten i Royal Albert Hall i London 2012.

Song Zuying (kinesiska: 宋祖英 ?, pinyin: Sòng Zǔyīng), född 13 augusti 1966 i Guzhang, Hunan, är en kinesisk sångerska av Miao-etnicitet.
Song Zuying sjunger traditionella kinesiska folksånger i en något västerländskt orienterad stil och är ansedd som en av Kinas främsta sångare i sin generation. Hon har utgivit en rad album, medverkat i många TV-sända konserter och uppträtt i Europa, Australien, Nordamerika och Sydostasien.
Song Zuying är ledamot av Kinesiska folkets politiskt rådgivande konferens och Kinas musikerförbund.